# 週刊少年マガジン新人漫画賞
週刊少年マガジン新人漫画大賞（しゅうかんしょうねんマガジンしんじんまんがたいしょう）は、講談社が主催する少年漫画の漫画新人賞。現在は年に2回（3月、9月）開催される。

## 概要
「特選」「入選」「佳作」「特別奨励賞」「奨励賞」からなり、特別審査委員長を『週刊少年マガジン』で連載しているプロの漫画家が務め受賞作を決定する。なお、以前は「選外佳作」「審査員特別賞」があり、「選外佳作」は現在の「特別奨励賞」に該当する。
「特選」「入選」「佳作」に選ばれた作品には賞金、副賞のほかに掲載権（大抵は増刊誌である『マガジンSPECIAL』での掲載）が確約される。応募原稿は添削され返却される。
『週刊少年マガジン』では他にも、月に一度のマガジングランプリ（MGP）やネーム原作賞が開催されている。この2賞の審査委員長は週刊少年マガジン編集長が行なっている。

## 主な受賞者
- 作者名および作品の項目がある受賞者を掲載。
- 代表作は最大2つまで掲載（週刊少年マガジン誌上に掲載でないものも含む）。

| 作者名       | 受賞歴                                                                                                 | 代表作                                           | 備考                                                     |
| ------------ | --- | ------------------------------------------------ | -------------------------------------------------------- |
| 小林まこと   | 入選（第20回）                                                                                         | 1・2の三四郎、What's Michael?                    | 親友の小野新二も同じ回で佳作を受賞                       |
| しもさか保   | 入選（第21回）                                                                                         | ガクラン八年組                                   |                                                          |
| 蛭田達也     | 特選（第27回）                                                                                         | コータローまかりとおる!                          |                                                          |
| 髙橋美由紀   | 入選（第27回）                                                                                         | 9番目のムサシ、天を見つめて地の底で              |                                                          |
| 塀内夏子     | 入選（第29回）                                                                                         | オフサイド、Jドリーム                            | 当初は「塀内真人」で活動                                 |
| 西山優里子   | 入選（第43回）                                                                                         | Harlem Beat、DRAGON VOICE                        |                                                          |
| 玉越博幸     | 佳作（第45回）                                                                                         | BOYS BE…、ガチャガチャ                           |                                                          |
| さとうふみや | 入選（第46回）                                                                                         | 金田一少年の事件簿、探偵学園Q                    |                                                          |
| 赤松健       | 入選（第50回）審査員特別賞（時期不明）                                                                 | ラブひな、魔法先生ネギま!                        |                                                          |
| 島田英次郎   | 特選（時期不明）                                                                                       | 伊達グルーヴ、お憑かれさん                       |                                                          |
| ながてゆか   | 入選（時期不明）                                                                                       | 銀の聖者 北斗の拳 トキ外伝                       |                                                          |
| 瀬尾公治     | 佳作（第55回）                                                                                         | 涼風、君のいる町                                 |                                                          |
| 大羽隆廣     | 奨励賞（第57回）選外佳作（第58回）佳作（第60回）                                                       | スタンドバイミー、ボックス!                      |                                                          |
| 真島ヒロ     | 入選（第60回）                                                                                         | RAVE、FAIRY TAIL                                 |                                                          |
| 日向武史     | 入選（第61回）                                                                                         | あひるの空                                       |                                                          |
| 寺嶋裕二     | 佳作（第61回、第62回）                                                                                 | ダイヤのA                                        |                                                          |
| 月山可也     | 選外佳作（第62回）佳作（第63回）                                                                       | エリアの騎士                                     |                                                          |
| 小林尽       | 佳作（第65回）                                                                                         | スクールランブル                                 |                                                          |
| 佐藤友生     | 入選（第66回）                                                                                         | 妖怪のお医者さん、探偵犬シャードック             |                                                          |
| 安田剛士     | 入選（第67回）                                                                                         | Over Drive、DAYS                                 |                                                          |
| 吉河美希     | 奨励賞（第67回）佳作（第70回）                                                                         | ヤンキー君とメガネちゃん、山田くんと7人の魔女    |                                                          |
| 恵広史       | 入選（第68回）                                                                                         | BLOODY MONDAY、ACMA:GAME                         |                                                          |
| 勝木光       | 入選（第68回）                                                                                         | ベイビーステップ                                 |                                                          |
| 村上よしゆき | 佳作（第70回）                                                                                         | 新約「巨人の星」花形                             |                                                          |
| 市川マサ     | 入選（第70回）                                                                                         | A-BOUT!                                          | 「市川正孝」名義で受賞                                   |
| 高田千種     | 佳作（第70回）                                                                                         | 神to戦国生徒会、女王蜂 〜Vampire Queen Bee〜     | 「鹿取はやと」名義で受賞、一時期「高田亮介」で活動       |
| 棚橋なもしろ | 佳作（第71回）                                                                                         | ハンマーセッション!                              |                                                          |
| 渡辺静       | 入選（第72回）                                                                                         | この彼女はフィクションです。、リアルアカウント   |                                                          |
| 奈央晃徳     | 入選（第73回）                                                                                         | トリニティセブン 7人の魔書使い                   |                                                          |
| 遠野ノオト   | 佳作（第75回）                                                                                         | RPG W(・∀・)RLD ―ろーぷれ・わーるど―             |                                                          |
| 宮島礼吏     | 選外佳作（第75回）                                                                                     | AKB49〜恋愛禁止条例〜、彼女、お借りします        |                                                          |
| 中丸洋介     | 入選（第76回）                                                                                         | 我間乱〜GAMARAN〜                                |                                                          |
| 二宮裕次     | 奨励賞（第76回）、特別奨励賞（第78回）、特別奨励賞（第79回）、奨励賞（第80回）、特別奨励賞（第81回）、 | LASTMAN、BUNGO -ブンゴ-                          |                                                          |
| 大柴健       | 入選（第78回）                                                                                         | 君が死ぬ夏に                                     |                                                          |
| 流石景       | 入選（第79回）                                                                                         | GE〜グッドエンディング〜、ドメスティックな彼女   |                                                          |
| 大今良時     | 特別奨励賞（第79回）、入選（第80回）                                                                   | マルドゥック・スクランブル                       | 受賞作「聲の形」は諸般の事情で『別冊少年マガジン』に掲載 |
| 榎本智       | 特別奨励賞（第79回）、入選（第80回）                                                                   | 男魂ロック                                       |                                                          |
| ノ村優介     | 特別奨励賞（第79回）、佳作（第85回）                                                                   | ブルーロック                                     | 「野村裕介」名義で受賞                                   |
| 諫山創       | 特別奨励賞（第80回）、入選（第81回）                                                                   | 進撃の巨人                                       |                                                          |
| 金城宗幸     | 特別奨励賞（第80回）、奨励賞（第81回）                                                                 | 神さまの言うとおり（原作）、ブルーロック（原作） |                                                          |
| 及川徹       | 奨励賞（第81回）、佳作（第84回）                                                                       | インフェクション                                 |                                                          |
| 大沢祐輔     | 佳作（第82回）                                                                                         | Dr.デュオ                                        |                                                          |
| 金田陽介     | 特別奨励賞（第83回）、佳作（第84回）                                                                   | 寄宿学校のジュリエット                           |                                                          |
| 石塚千尋     | 佳作（第84回）                                                                                         | ふらいんぐうぃっち                               | 「石岡千斐」名義で受賞                                   |
| 永椎晃平     | 特別奨励賞（第84回）、入選（第85回）                                                                   | 星野、目をつぶって。                             |                                                          |
| 春場ねぎ     | 入選（第89回）                                                                                         | 煉獄のカルマ、五等分の花嫁                       |                                                          |
| 三浦糀       | 特別奨励賞（第90回）、佳作（第91回）                                                                   | 先生、好きです。、アオのハコ                     | 「結城智史」名義で受賞                                   |
| 長門知大     | 奨励賞（第91回）、特選（第92回）                                                                       | 将来的に死んでくれ                               |                                                          |